# Amézola
Amézola (en euskera Ametzola) es un barrio bilbaíno del distrito 7 situado en la margen izquierda de la ría de Bilbao. Está dedicado al gran industrial bilbaíno Don José de Amézola y Aspizúa, fundador del Banco de Bilbao y miembro de su consejo de administración hasta su muerte en 1922. Don José de Amézola fue, junto con don Francisco Villota, el primer medallista olímpico español, medalla de oro en Pelota Vasca (París, 1900). 
El barrio se encuentra en la zona sur de Bilbao. Limita con Basurto, Indauchu, Recaldeberri-Larrasquitu, Abando e Iralabarri.

## Transportes

### Autobús
- Bilbobus:

| Línea | Recorrido                 | Frecuencia (minutos)          |
| ----- | ------------------------- | ----------------------------- |
| 27    | Arabella - Betolaza       | 15                            |
| 57    | Miribilla - Hospital      | 60 circula de lunes a viernes |
| 72    | Larrasquitu - Castaños    | 12                            |
| 76    | Artazu/Xalbador - Moyúa   | 20                            |
| 77    | Peñascal - Mina del Morro | 12                            |
| A8    | Amézola - San Justo       | 60                            |

### Tren

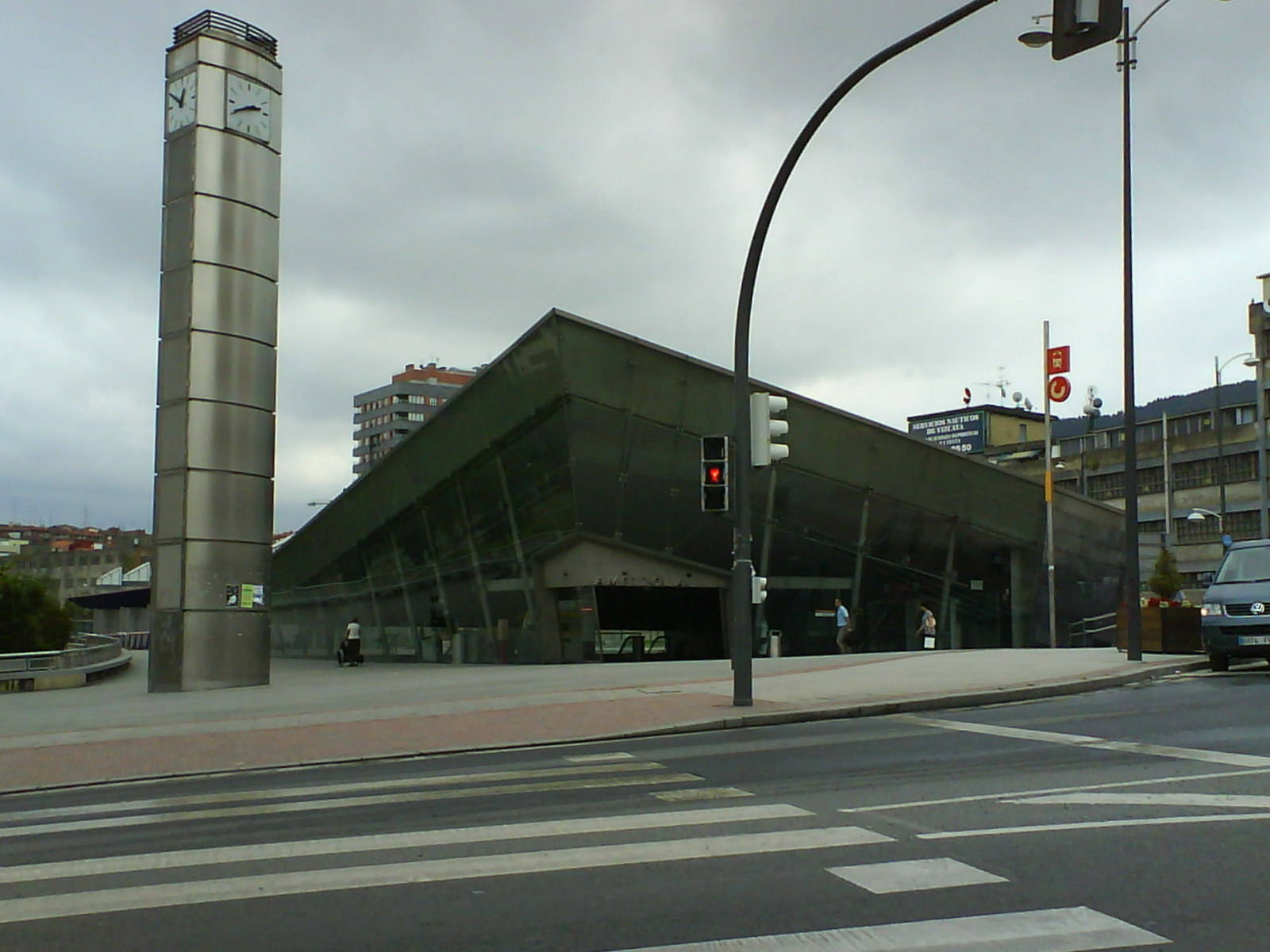
Estación de Amézola de Renfe Cercanías y Feve.

En el puente de Gordóniz, que une el barrio de La Casilla con el de Recaldeberri se encuentra la estación de Amézola, que engloba las siguientes líneas:
- Renfe Cercanías (ancho ibérico y métrico)
  -  (Bilbao-Abando - Santurce)
  -  (Bilbao-Abando - Musques)
  -  Bilbao-Concordia - Balmaseda (de ancho métrico)

- Renfe Cercanías AM (ancho métrico)
  -  Bilbao-Concordia - Santander.
  -  Bilbao-Concordia - Carranza.
  -  Bilbao-Concordia - León o Ferrocarril de La Robla.

### Tranvía
- Euskotren Tranbia: Está en proyecto hacer llegar la línea  del tranvía hasta el barrio en los próximos años.